# Кикль, Андреас
Андреас Кикль (нем. Andreas Kickl; род. 8 июля 1944) — австрийский футболист.

## Биография
Родился в 1944 году в семье Флориана Кикля (1904—1970), бывшего члена НСДАП (с 26 февраля 1933 года).
Андреас проживал в городе Радентайн и был работником местного магнезитового завода. Помимо основной работы, он был игроком принадлежащей заводу футбольной команды «Радентайн», за которую выступал с 1965 по 1973 год. Большую часть футбольной карьеры провёл в низших лигах Австрии, но дважды выходил с командой в вышую (Национальную) лигу. Дебютировал в высшем дивизионе в сезоне 1967/68, сыграв два матча, и занял с командой последнее место. В следующий раз в высшей лиге выступал в сезоне 1970/71, сыграл по разным данным 15 или 16 матчей, но по итогам сезона «Радентайн» вновь занял последнее место.
Сын Андреаса — Герберт Кикль (р. 1968), председатель Австрийской партии свободы.